# ادوین هولمز
ادوین هولمز (به انگلیسی: Edwin Holmes) (احتمالاً متولد ۱۸۳۸، درگذشتهٔ احتمالاً ۱۹۱۸) یک ستاره‌شناس بریتانیایی بود.
او در تاریخ ۶ نوامبر ۱۸۹۲ دنباله دار ۱۷پی هولمز را کشف کرد. به همین خاطر جایزه دنباله‌دار جامعه اخترشناختی صلح به او اعطا شد.